# 偶像大師 星耀季節
《偶像大師 星耀季節》為一款由萬代南夢宮開發並發行的偶像養成遊戲，2021年10月14日在PlayStation 4和Windows的Steam平台發售。

## 概要
本遊戲於2019年12月26日的直播節目中首度披露。
2020年1月20日的直播節目中，發佈了本作的遊戲名稱以及參演聲優。本作登場的偶像除了765PRO ALLSTARS以外，還從《偶像大师 灰姑娘女孩》、《偶像大師 百萬人演唱會！》、《偶像大師 閃耀色彩》三作中各挑選了5名偶像加入遊戲。2021年2月8日宣布发售日和公开更多的游戏信息时，还宣布增加一名新的原创角色。
本作是自2017年發佈的PlayStation 4遊戲《偶像大師 星光舞台》以來，《偶像大师系列》睽違數年的新作。
本作曾计划2021年5月27日发售。2021年3月10日，官方表示，为提升游戏品质，将发售日期延期至10月14日。

## 登场角色

### LUMINOUS

#### 系列参与角色
- 765PRO ALLSTARS[成员 1]
- 《灰姑娘女孩》系列：安部菜菜（三宅麻理惠）、神崎兰子（内田真礼）、城崎美嘉（佳村遥）、双叶杏（五十岚裕美）、诸星煌梨（松嵜麗）、高垣枫（早見沙織）
- 《百萬人演唱會！》系列：春日未来（山崎遥）、最上静香（田所梓）、伊吹翼（Machico）、白石䌷（南早紀）、樱守歌织（香里有佐）、田中琴叶（种田梨沙）[13]
- 《閃耀色彩》系列：白濑咲耶（八卷安奈）、小宫果穗（河野日和）、杜野凛世（丸冈和佳奈）、大崎甘奈（黑木穗乃香）、大崎甜花（前川凉子）、田中摩美美（菅沼千紗）
- 每个系列的事务员：音无小鸟（泷田树里）、千川千寻（佐藤利奈）、青羽美咲（安济知佳）、七草羽月（山村响）

#### 新角色
奥空心白（配音：田中爱美）
本系列新增角色。出生日期为7月26日，B88/W56/H82。仅能通过看一次舞蹈的视频就能还原跳出相应的舞步，在街头演出时被765Pro的制作人发现招募。
爱好者们从其角色设定发现了部分主系列街机版的neta，包括出生日期就是街机版的正式运营日期、胸围和腰围是街机版专用街机的规格参数等。

### DIAMANT
亚夜（Aya，配音：日高里菜）
本系列新增角色，属于961Pro推出的新偶像，设定的出生日期为9月6日，和961Pro的社长黑井崇男相同。认识奥空心白。

### 组合成员
1. 1 2  天海春香（中村繪里子）、星井美希（長谷川明子）、如月千早（今井麻美）、高槻彌生（仁後真耶子）、萩原雪步（淺倉杏美）、菊地真（平田宏美）、雙海亞美／真美（下田麻美）、水瀨伊織（釘宮理惠）、三浦梓（高橋智秋）、四條貴音（原由實）、我那霸響（沼倉愛美）、秋月律子（若林直美）、音無小鳥（瀧田樹里）

## 外部連結
- 萬代南夢宮娛樂《偶像大師 星耀季節》官方網站 （页面存档备份，存于）（日語）